# Kisei 2021
Il Kisei 2021 è stata la 45ª edizione del torneo goistico giapponese Kisei. Il torneo è iniziato il 26 marzo 2020 e si è concluso il 4 marzo 2021: nella finale il campione in carica Yūta Iyama ha confermato il titolo battendo lo sfidante Rin Kono per 4-1.
Il torneo è iniziato in ritardo rispetto al programma a causa della pandemia di Covid-19.

## Fase preliminare
- W indica vittoria col bianco
- B indica vittoria col nero
- X indica la sconfitta
- +R indica che la partita si è conclusa per abbandono
- +N indica lo scarto dei punti a fine partita

### Lega C
La Lega C comprendeva 32 giocatori che si sono affrontati in cinque turni di gioco. Il vincitore è stato Akiyoshi Hon che si è qualificato per gli ottavi di finale del torneo degli sfidanti ed è stato promosso alla Lega B dell'edizione successiva. Anche Wu Boyi, Shuhei Uchida, Tomoyasu Mimura, Makoto Son e Taiki Seto hanno ottenuto la promozione alla Lega B.

### Lega B-1
| Giocatore         | T.S. | H.Y. | K.Y.  | A.T.  | I.K.  | S.S.  | Y.H. | A.F. | Risultato | Note                                                |
| ----------------- | ---- | ---- | ----- | ----- | ----- | ----- | ---- | ---- | --------- | --------------------------------------------------- |
| Toramaru Shibano  | –    | B+R  | W+R   | B+R   | W+1,5 | X     | W+R  | B+R  | 6-1       | Qualificato al playoff per il torneo degli sfidanti |
| Hiroshi Yamashiro | X    | –    | X     | X     | X     | X     | X    | X    | 0-7       | Retrocesso alla Lega C del Kisei 2022               |
| Kimio Yamada      | X    | W+R  | –     | X     | X     | B+1,5 | X    | X    | 2-5       | Retrocesso alla Lega C del Kisei 2022               |
| Atsushi Tsuruyama | X    | B+R  | W+R   | –     | B+R   | X     | X    | X    | 3-4       | Qualificato alla Lega B del Kisei 2022              |
| Iso Ko            | X    | W+R  | B+R   | X     | –     | X     | X    | X    | 2-5       | Retrocesso alla Lega C del Kisei 2022               |
| Shinji Suzuki     | W+R  | B+R  | X     | B+4,5 | W+0,5 | –     | X    | W+R  | 5-2       | Promosso alla Lega A del Kisei 2022                 |
| Yuichi Hirose     | X    | W+R  | B+0,5 | W+R   | B+R   | W+R   | –    | X    | 5-2       | Qualificato alla Lega B del Kisei 2022              |
| Akihiko Fujita    | X    | B+R  | W+R   | B+R   | W+R   | X     | W+R  | –    | 5-2       | Qualificato alla Lega B del Kisei 2022              |

### Lega B-2
| Giocatore       | J.A.  | R.K. | N.H.  | H.Z. | Y.K. | Y.O.  | Y.M.  | S.S. | Risultato | Note                                                |
| --------------- | ----- | ---- | ----- | ---- | ---- | ----- | ----- | ---- | --------- | --------------------------------------------------- |
| Jiro Akiyama    | –     | X    | X     | W+R  | B+R  | X     | X     | B+R  | 3-4       | Qualificato alla Lega B del Kisei 2022              |
| Rin Kanketsu    | W+R   | –    | X     | W+R  | X    | W+R   | X     | W+R  | 4-3       | Qualificato alla Lega B del Kisei 2022              |
| Naoki Hane      | B+R   | W+R  | –     | B+R  | X    | B+R   | X     | B+R  | 5-2       | Promosso alla Lega A del Kisei 2022                 |
| Han Zenki       | X     | X    | X     | –    | X    | W+R   | B+5,5 | X    | 2-5       | Retrocesso alla Lega C del Kisei 2022               |
| Yoshihiro Koike | X     | W+R  | B+0,5 | W+R  | –    | X     | X     | X    | 3-4       | Qualificato alla Lega B del Kisei 2022              |
| Yu Otake        | W+2,5 | X    | X     | X    | W+R  | –     | X     | X    | 2-5       | Retrocesso alla Lega C del Kisei 2022               |
| Yuta Mutsura    | B+R   | W+R  | B+R   | X    | B+R  | W+R   | –     | B+R  | 6-1       | Qualificato al playoff per il torneo degli sfidanti |
| Shun Shuto      | X     | X    | X     | B+R  | W+R  | B+4,5 | X     | –    | 3-4       | Retrocesso alla Lega C del Kisei 2022               |

### Lega A
| Giocatore        | K.Y. | S.Y. | Y.Z. | T.S.  | K.M.  | N.Y.    | T.A.  | R.O.  | Risultato | Note                                                      |
| ---------------- | ---- | ---- | ---- | ----- | ----- | ------- | ----- | ----- | --------- | --------------------------------------------------------- |
| Keigo Yamashita  | –    | B+R  | X    | B+R   | W+R   | B+3,5   | W+R   | X     | 5-2       | Qualificato ai quarti di finale del torneo degli sfidanti |
| So Yokoku        | X    | –    | X    | W+R   | B+R   | X       | X     | X     | 2-5       | Retrocesso alla Lega B del Kisei 2022                     |
| Yu Zhengqi       | B+R  | W+R  | –    | B+R   | W+R   | B+1,5   | X     | X     | 5-2       | Promosso alla Lega S del Kisei 2022                       |
| Tatsuya Shida    | X    | X    | X    | –     | X     | X       | B+1,5 | X     | 1-6       | Retrocesso alla Lega B del Kisei 2022                     |
| Katsuya Motoki   | X    | X    | X    | W+0,5 | –     | X       | W+5,5 | B+R   | 3-4       | Retrocesso alla Lega B del Kisei 2022                     |
| Norimoto Yoda    | X    | B+R  | X    | B+0,5 | W+4,5 | –       | X     | W+3,5 | 4-3       | Qualificato alla Lega A del Kisei 2022                    |
| Toshimasa Adachi | X    | W+R  | B+R  | X     | X     | Default | –     | X     | 3-4       | Retrocesso alla Lega B del Kisei 2022                     |
| Ryuhei Onishi    | W+R  | B+R  | W+R  | B+R   | X     | X       | W+1,5 | –     | 5-2       | Qualificato alla Lega A del Kisei 2022                    |

### Lega S
| Giocatore        | R.K. | S.T.  | K.K. | D.M. | R-I.  | C.U.  | Risultato | Note                                                  |
| ---------------- | ---- | ----- | ---- | ---- | ----- | ----- | --------- | ----------------------------------------------------- |
| Rin Kono         | –    | W+R   | B+R  | X    | X     | W+R   | 3-2       | Qualificato alla finale del torneo degli sfidanti     |
| Shinji Takao     | X    | –     | W+R  | X    | W+R   | B+0,5 | 3-2       | Qualificato alla semifinale del torneo degli sfidanti |
| Kyo Kagen        | X    | X     | –    | W+R  | X     | W+R   | 2-3       | Retrocesso alla Lega A del Kisei 2022                 |
| Daisuke Murakawa | B+R  | W+4,5 | X    | –    | W+1,5 | X     | 3-2       | Qualificato alla Lega S del Kisei 2022                |
| Ryo Ichiriki     | W+R  | X     | W+R  | X    | –     | W+R   | 3-2       | Qualificato alla Lega S del Kisei 2022                |
| Cho U            | X    | X     | X    | W+R  | X     | –     | 1-4       | Retrocesso alla Lega A del Kisei 2022                 |

## Fase finale

### Playoff Lega B1 e B2
I due vincitori dei gruppi B1 e B2 si sono sfidati il 19 settembre 2020. 

### Torneo degli sfidanti
- Akiyoshi Hon ha ottenuto la qualificazione agli ottavi di finale in quanto vincitore della Lega C
- Toramaru Shibano ha ottenuto la qualificazione agli ottavi di finale in quanto vincitore dello spareggio tra i primi classificati della Lega B1 e B2 contro Yuta Mutsura.
- Keigo Yamashita ha ottenuto la qualificazione diretta ai quarti di finale in quanto vincitore della Lega A
- Shinji Takao ha ottenuto la qualificazione diretta alle semifinali in quanto secondo classificato della Lega S
- Rin Kono ha ottenuto la qualificazione diretta alla finale in quanto vincitore della Lega S

|  | Ottavi di finale | Ottavi di finale | Ottavi di finale |  |  | Quarti di finale | Quarti di finale | Quarti di finale |   |                 | Semifinali      | Semifinali   | Semifinali |  |  | Finale | Finale | Finale |
|  |                  |                  |                  |  |  |                  |                  |                  |   |                 |                 |              |            |  |  |        |        |        |
|  | Akiyoshi Hon     | Akiyoshi Hon     | 0                |  |  |                  |                  |                  |   |                 |                 |              |            |  |  |        |        |        |
|  | Toramaru Shibano | Toramaru Shibano | 1                |  |  | Toramaru Shibano | Toramaru Shibano | 0                |   |                 |                 |              |            |  |  |        |        |        |
|  |                  |                  |                  |  |  | Keigo Yamashita  | Keigo Yamashita  | 1                |   |                 |                 |              |            |  |  |        |        |        |
|  |                  |                  |                  |  |  |                  |                  |                  |   | Keigo Yamashita | Keigo Yamashita | 0            |            |  |  |        |        |        |
|  |                  |                  |                  |  |  |                  | Shinji Takao     | Shinji Takao     | 1 |                 |                 |              |            |  |  |        |        |        |
|  |                  |                  |                  |  |  |                  |                  |                  |   |                 |                 |              |            |  |  |        |        |        |
|  |                  |                  |                  |  |  |                  |                  |                  |   |                 |                 |              |            |  |  |        |        |        |
|  |                  |                  |                  |  |  |                  |                  |                  |   |                 | Shinji Takao    | Shinji Takao | 0          |  |  |        |        |        |
|  |                  |                  |                  |  |  |                  | Rin Kono         | Rin Kono         | 2 |                 |                 |              |            |  |  |        |        |        |
|  |                  |                  |                  |  |  |                  |                  |                  |   |                 |                 |              |            |  |  |        |        |        |
|  |                  |                  |                  |  |  |                  |                  |                  |   |                 |                 |              |            |  |  |        |        |        |
|  |                  |                  |                  |  |  |                  |                  |                  |   |                 |                 |              |            |  |  |        |        |        |
|  |                  |                  |                  |  |  |                  |                  |                  |   |                 |                 |              |            |  |  |        |        |        |
|  |                  |                  |                  |  |  |                  |                  |                  |   |                 |                 |              |            |  |  |        |        |        |
|  |                  |                  |                  |  |  |                  |                  |                  |   |                 |                 |              |            |  |  |        |        |        |
|  |                  |                  |                  |  |  |                  |                  |                  |   |                 |                 |              |            |  |  |        |        |        |

## Finale
La finale è una sfida al meglio delle sette partite, disputatasi tra il 13 gennaio e il 4 marzo 2021. Vincendo per 4-1, Iyama è diventato detentore del titolo di Kisei per la nona volta consecutiva; per Kono si è trattato della terza finale del Kisei persa, la seconda consecutiva, tutte contro Iyama.